# Kepler-446b
Kepler-446b es el primero de los tres exoplanetas descubiertos en torno a la estrella Kepler-446, en la constelación de Lyra, a 391,4 años luz de la Tierra. Su hallazgo se confirmó en 2015, después de que el Telescopio Espacial Kepler detectase varios tránsitos del objeto frente a su estrella. Su radio es de 1,50 R⊕, casi en el límite establecido por los expertos que separa a los cuerpos terrestres de los gaseosos. Por tanto, es posible que sea un planeta telúrico.
Los dos otros exoplanetas confirmados en el sistema Kepler-446 son Kepler-446c y Kepler-446d. Todos tienen órbitas próximas a la estrella y, como consecuencia, es probable que sus temperaturas sean muy elevadas.

## Características
Kepler-446 es una enana roja tipo M4V, con una masa de 0,22 M☉ y un radio de 0,24 R☉. Su metalicidad (-0,30) es parecida a la del Sol aunque algo menor, lo que sugiere una relativa escasez de elementos pesados (es decir, todos excepto el hidrógeno y el helio). Considerando que el límite de acoplamiento de marea de las estrellas de este tipo suele rebasar el confín externo zona habitable y que ninguno de los exoplanetas descubiertos en el sistema supera su borde interno, es muy probable que la rotación de cada uno de ellos esté sincronizada con sus órbitas y que, como consecuencia, cuenten con un hemisferio diurno y otro nocturno. La distancia entre Kepler-446b y su estrella es de aproximadamente 0,02 UA, es decir, unos 3 000 000 de kilómetros.
El radio del planeta es de 1,50 R⊕, ligeramente por debajo del límite de 1,6 R⊕ que separa a los planetas telúricos de los de tipo minineptuno. Si la composición del objeto es semejante a la de la Tierra, su masa sería de unas 4,45 M⊕ y su gravedad un 98 % mayor que la terrestre. El Laboratorio de Habitabilidad Planetaria de la UPRA ha asignado un valor de -0,37 a su HZC por su ubicación en el sistema y sus características, indicando así una abundancia de metales superior a la de la Tierra. Por su perfil, es probable que sea un planeta telúrico.
La temperatura de equilibrio de Kepler-446b, basada en su ubicación en el sistema y la luminosidad de su estrella, es de 301,85 °C. Si su atmósfera y albedo son parecidos a los de la Tierra, su temperatura media superficial rondaría los 343 °C. Sin embargo, al igual que los otros dos planetas descubiertos en el sistema, es probable que por la proximidad respecto a su estrella, la consecuente pérdida de agua, el anclaje por marea y la mayor actividad volcánica —a consecuencia de su masa y ubicación en el sistema—; sufra un efecto invernadero descontrolado que incremente significativamente sus temperaturas. En Venus, que proporcionalmente orbita a una distancia muy superior a la de Kepler-446b, la diferencia entre la temperatura de equilibrio y la temperatura media en la superficie es de casi 500 °C.

## Sistema
Kepler-446b es el primero de los tres exoplanetas confirmados en el sistema Kepler-446. Poco después se descubrieron dos más, Kepler-446c y Kepler-446d. Todos orbitan a distancias muy próximas entre sí y respecto a su estrella. Kepler-446b completa una órbita alrededor de su astro cada 1,57 días, Kepler-446c cada 3,04 y Kepler-446d cada 5,15. Durante la distancia mínima de intersección orbital, la separación entre Kepler-446b y Kepler-446c llega a ser tan solo de tres millones de kilómetros, unas ocho veces más que la distancia entre la Tierra y la Luna.